# Solange Soares
Solange Paula Pereira Soares (* 1. července 1980 Belo Horizonte) je bývalá brazilská volejbalistka. Do roku 2000 byla členkou brazilského volejbalového týmu Macaé Sports. V roce 2000 přestoupila do slovenského klubu Slávia Bratislava. Po získání slovenského občanství se stala součástí slovenského národního volejbalového týmu. Na klubové úrovni hrála za český volejbalový tým VK AGEL Prostějov. Po skončení aktivní hráčské kariéry v klubu působí ve funkci trenérky mládežnických týmů.

## Klubové úspěchy
Mistrovství Slovenska:
- zlato: 2001, 2002, 2003, 2004

Pohár České republiky:
- pohár: 2008, 2009, 2010, 2011, 2012, 2013, 2014, 2015, 2016

Mistrovství České republiky:
- zlato: 2009, 2010, 2011, 2012, 2013, 2014, 2015, 2016